# Vielle-Saint-Girons
Vielle-Saint-Girons – miejscowość i gmina we Francji, w regionie Nowa Akwitania, w departamencie Landy.
Według danych na rok 1990 gminę zamieszkiwało 859 osób, a gęstość zaludnienia wynosiła 12 osób/km² (wśród 2290 gmin Akwitanii Vielle-Saint-Girons plasuje się na 488 miejscu pod względem liczby ludności, natomiast pod względem powierzchni na miejscu 66).